# F. Wolfgang Schnell

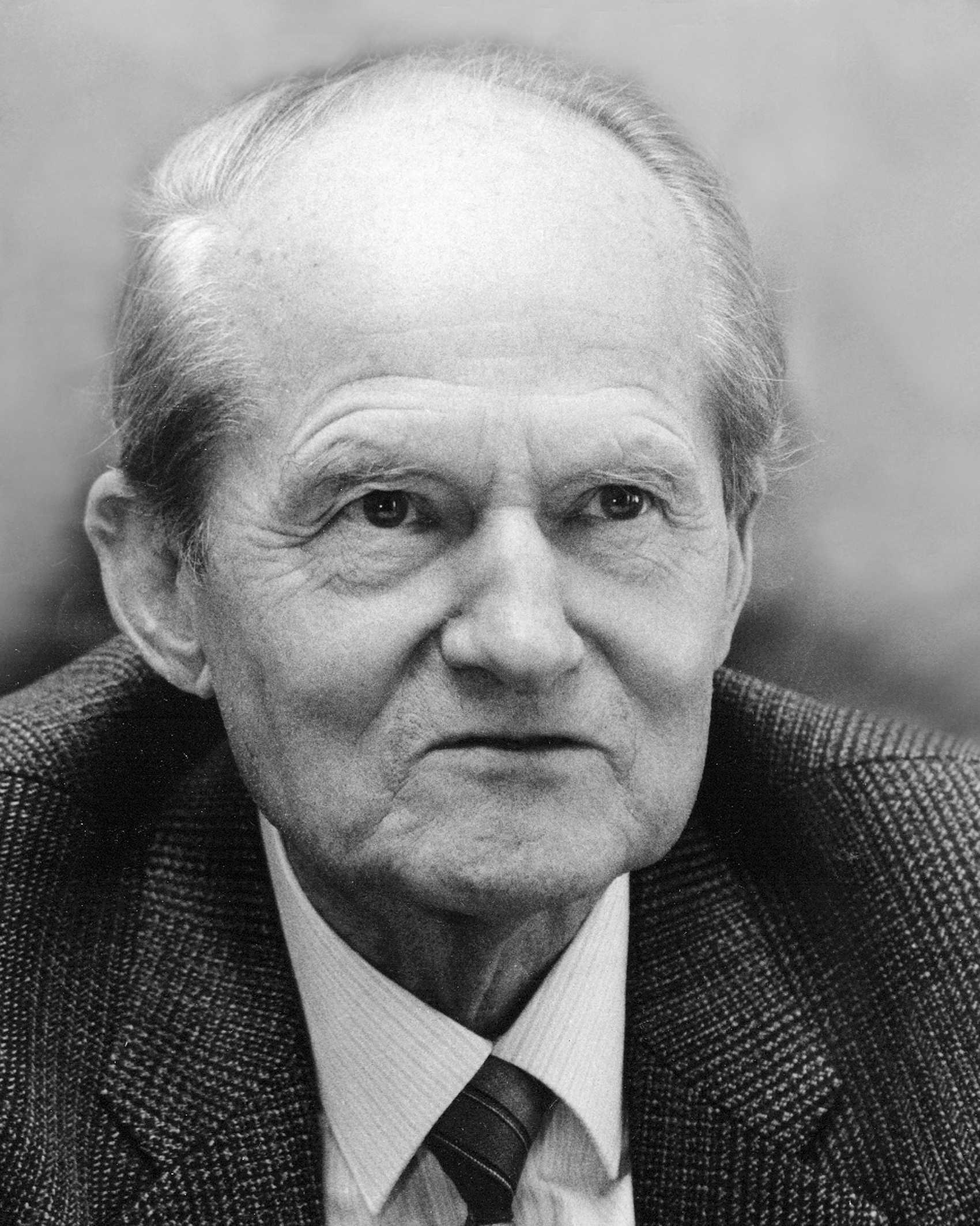
F. Wolfgang Schnell (1984)

F. Wolfgang Schnell (* 18. Mai 1913 in Bad Oeynhausen; † 29. Dezember 2006 in Stuttgart) war ein deutscher Agrarwissenschaftler. Er gehörte zu den herausragenden Fachvertretern auf dem Gebiet der Angewandten Genetik und Pflanzenzüchtung in der zweiten Hälfte des 20. Jahrhunderts.

## Leben und Wirken
Schnell besuchte in Celle, Halle und Leipzig das Gymnasium. Nach dem Abitur (1931) absolvierte er auf dem Gut Deinstermühle (Lkr. Stade) eine landwirtschaftliche Lehre (1932–1934). Anschließend studierte er Agrarwissenschaften in Berlin, München und Göttingen (1935–1939). Der weitere berufliche Werdegang wurde durch Kriegsdienst (1939–1945) und sowjetische Kriegsgefangenschaft (1945–1948) unterbrochen. Als Doktorand von Wilhelm Seedorf wurde er 1949 an der Universität Göttingen mit einer betriebswirtschaftlichen Dissertation promoviert. Danach absolvierte er eine zweijährige pflanzenzüchterische Ausbildung an dem seinerzeit in Voldagsen (Landkreis Hameln-Pyrmont) untergebrachten Max-Planck-Institut für Züchtungsforschung (MPIZ). Ab 1952 leitete er das Arbeitsgebiet Fremdbefruchtende Getreidearten an der MPIZ-Außenstelle Scharnhorst (Lkr. Hannover). Sein Interesse galt schwerpunktmäßig der allgemeinen Zuchtmethodik und den genetischen Grundlagen der Heterosis. Wertvolle Anregungen hierzu gewann er 1958 während eines sechsmonatigen Studienaufenthaltes am North Carolina State College, Raleigh, und an weiteren führenden Universitäten in den USA. Bei Arnold Scheibe an der Universität Göttingen habilitierte er sich 1963 im Fach Pflanzenzüchtung. Im selben Jahr wurde er zum ordentlichen Professor und Direktor des neu eingerichteten Instituts für Pflanzenzüchtung mit Landessaatzuchtanstalt der Universität Hohenheim in Stuttgart berufen. Dort leitete er bis zu seiner Emeritierung 1981 den Lehrstuhl für Angewandte Genetik und Pflanzenzüchtung. Nach der Abtrennung der Landessaatzuchtanstalt vom Institut (1968 im Rahmen einer Universitätsreform) blieb Schnell in Personalunion deren Oberleiter bis 1979.

## Wissenschaftliche Leistungen
Schon während der Scharnhorster Zeit fanden Schnells Forschungsarbeiten große nationale und internationale Beachtung. Er leistete wesentliche Beiträge zur Weiterentwicklung der biometrischen, populationsgenetischen und quantitativ-genetischen Grundlagen der Pflanzenzüchtung. Bahnbrechende Fortschritte erzielte er durch die Generalisierung der Kopplungstheorie auf beliebig viele Loci, die Modellierung des Kopplungseinflusses auf die Korrelation zwischen verwandten Genotypen sowie die Optimierung alternativer Verfahren der Mehrstufen- und Indexselektion. Ferner trug er maßgeblich zu einem tieferen Verständnis der Heterosis (Hybridwüchsigkeit) und zu einer höheren Effektivität der Hybridzüchtungsmethoden bei. Durch Einführung aktueller biometrischer Verfahren stellte er zudem das pflanzenzüchterische Feldversuchswesen auf eine dem internationalen Stand der Forschung angepasste moderne Basis.
Auf experimentellem Gebiet verfolgte Schnell in Scharnhorst das Ziel, bei den Fremdbefruchtern Roggen und Mais erste Hybridsorten zu entwickeln. Bei Roggen legte er den Grundstein für ein (später von Hartwig H. Geiger weitergeführtes) Programm zur Suche nach einer cytoplasmatisch vererbten Pollensterilität für die kommerzielle Hybridsaatguterzeugung, und bei Mais gelang es ihm, die erste in Deutschland zugelassene, frühreife Doppelhybride (‘Velox‘, dt. schnell) zu züchten.
In Hohenheim führte Schnell die quantitativ-genetischen und zuchtmethodischen Forschungsarbeiten erfolgreich weiter. Bedeutende Fortschritte erzielte er mit seiner Arbeitsgruppe insbesondere bei der Analyse des Einflusses epistatischer Geninteraktionen auf die Heterosis und auf das Variationsmuster spaltender Generationen. Auf großes Interesse seitens der praktischen Züchter stießen vor allem Schnells Arbeiten zur optimalen Gestaltung und Dimensionierung eines Züchtungsganges von der Erstellung der Ausgangsvariation bis zur fertigen Sorte. Die theoretischen Studien wurden begleitet von umfangreichen Validierungsexperimenten. Letztere erstreckten sich außer auf Mais und Roggen auch auf selbstbefruchtende und partiell fremdbefruchtende Nutzpflanzen. Hierfür hatte er erfolgreich die Einrichtung einer Versuchsstation für Pflanzenzüchtung in Hohenheim mit Außenstellen in Kehl (Obere Rheinebene) und St. Johann (Schwäbische Alb) beantragt. Viele Experimente liefen in Zusammenarbeit mit Züchtungsfirmen. Auch nach seiner Emeritierung (1981) betätigte sich Schnell aktiv in der Züchtungsforschung. Mit zahlreichen Publikationen und Vorträgen leistete er in diesen Jahren noch wesentliche Beiträge zum Fortschritt der Züchtungsforschung.
Schnells „Markenzeichen“ waren sein überragendes Denkvermögen, die Klarheit seiner Lehr- und Forschungskonzepte und sein konsequentes Handeln. Auf Tagungen und in der Gremienarbeit setzte er sich engagiert für zukunftsweisende Entwicklungen in der Pflanzenzüchtung ein. Damit schuf er wesentliche Voraussetzungen für die spätere Einrichtung des Hohenheimer Forschungsschwerpunktes „Biotechnologie und Pflanzenzüchtung“ (1985) und des „Kompetenzzentrums Pflanzenzüchtung“ (2003). Triebfeder für Schnells große Schaffenskraft und Kreativität war sein unbändiger Drang nach Erkenntnisgewinn. Er selbst verglich seine Begeisterung für die Wissenschaft mit dem fieberhaften Suchen eines Goldgräbers.

## Lehrtätigkeit
Da Schnell in Hohenheim auf einen neu eingerichteten Lehrstuhl berufen wurde, war es zunächst seine vorrangige Aufgabe, ein umfassendes, aktuelles Vorlesungsprogramm aufzubauen. 
Seiner Veranlagung und Erfahrung entsprechend, legte er besonderes Gewicht auf die theoretischen Grundlagen der Pflanzenzüchtung und die allgemeinen Prinzipien der Zuchtmethodik. Hierbei unterteilte er die einzelnen Züchtungsverfahren in vier Kategorien (Linien-, Populations-, Hybrid- und Klonzüchtung). Diese nach der Saatguterzeugung, der genetischen Struktur und Vermehrbarkeit der Sorten sowie der Reproduktionsbiologie der betreffenden Pflanzenart vorgenommene Klassifizierung ist wegen ihrer Klarheit und Eindeutigkeit von vielen Kollegen weltweit übernommen worden. Zudem legte Schnell den Grundstock für ein modernes biometrisches und populationsgenetisches Lehrangebot. Eine wesentliche Stärkung erfuhren diese Bereiche, nachdem 1971 auf Initiative von Schnell in Hohenheim je ein Lehrstuhl für Biometrie (H. Thöni) und Populationsgenetik (H. H. Geiger) eingerichtet wurde.
Große Verdienste erwarb sich Schnell bei der Weiterentwicklung des Hohenheimer Agrarstudiums. Maßgebliche Beiträge leistete er bei der Umgestaltung des fachlich breit angelegten, sechssemestrigen Studiums in einen achtsemestrigen Studiengang mit Vertiefungsrichtungen in den Bereichen Pflanze/Boden, Tier, Ökonomie und Technik. Um in den Bereichen Pflanze und Tier eine weitergehende naturwissenschaftliche Vertiefung zu ermöglichen, initiierte Schnell zusammen mit Dietrich Fewson (Tierzüchtung) die Einrichtung eines neuen Studiengangs Agrarbiologie, der sich von Anfang an großer Nachfrage erfreute.
Aus Schnells „Hohenheimer Pflanzenzüchtungsschule“ gingen 26 Doktoranden(innen) hervor, von denen viele eine führende Position in der Züchtungsforschung oder -praxis erlangten.

## Ehrungen
- 1978 Verleihung der Max-Eyth-Medaille in Silber der Deutschen Landwirtschaftsgesellschaft e.V. (DLG)
- 1980: Ehrendoktorwürde der Georg-August-Universität Göttingen
- 1981 Verleihung des „Goldenen Maiskorns“ und der Ehrenmitgliedschaft des Deutschen Maiskomitees e.V. (DMK)
- 1992: Ehrenmitglied der Gesellschaft für Pflanzenzüchtung e.V. (GPZ)
- 1997: Verleihung des Titels Distinguished Pioneer in Heterosis des internationalen Mais- und Weizen-Forschungszentrum CIMMYT in Mexiko
- 2006: Namenspatron der an der Universität Hohenheim von der KWS SAAT AG gestifteten F.-W.-Schnell-Stiftungsprofessur Nutzpflanzenbiodiversität und Züchtungsinformatik

## Schriften (Auswahl)
- Elementarmethoden der Statistik. In: Handbuch der Pflanzenzüchtung. 2. Auflage. Band I, Parey, Berlin/Hamburg 1958, S. 732–780.
- Vererbungsanalysen bei quantitativer Merkmalsvariation. In: Handbuch der Pflanzenzüchtung. 2. Auflage. Band I, Parey, Berlin/Hamburg 1958, S. 815–832.
- On plant selection in successive stages. Invited paper, Ann Meet Amer Soc Agron, vgl. Agronomy Abstracts. Vol 50, 1958.
- Some general formulations of linkage effects in inbreeding. In: Genetics. 46, 1961, S. 947–957.
- Heterosis und Inzuchtwirkung. In: Schriftenreihe Max-Planck-Institut für Tierzucht und Tierernährung. Sonderband, 1961, S. 291–314.
- The covariance between relatives in the presence of linkage. In: W. D. Hanson, H. F. Robinson (Hrsg.): Statistical Genetics and Plant Breeding 1963. NAS-NRC 982, Washington, S. 468–483.
- Die Covarianz zwischen Verwandten in einer gen-orthogonalen Population. I. Allgemeine Theorie. In: Biometr Z. 7, 1965, S. 1–49.
- H. H. Geiger, F. W. Schnell: Cytoplasmic male sterility in rye (Secale cereale L.). In: Crop Sci. 10, 1970, S. 590–593.
- Genetische Modelle für Vererbungsanalysen von quantitativen Merkmalen bei Kulturpflanzen. In: Acta Univ Agric. (Brno) 21, 1973, S. 229–242.
- Type of variety and average performance in hybrid maize. In: Z Pflanzenzüchtg. 74, 1975, S. 177–188.
- Progress and problems in utilizing quantitative variability in plant breeding. In: Plant Research and Development. 7, 1978, S. 32–43.
- F. W. Schnell, I. S. Singh: Epistasis in three-way crosses involving early flint and dent inbred lines of maize. In: Maydica. 23, 1978, S. 233–238.
- A synoptic study of the methods and categories of plant breeding. In: Z Pflanzenzüchtg. 89, 1982, S. 1–18.
- Modelling basic epistasis for quantitative-genetic studies. In: Vortr Pflanzenzüchtg. 7, 1984, S. 1–11.
- Quantitative genetics in crop improvement. In: B. S. Weir, E. J. Eisen, M. M. Goodman, G. Namkoong (Hrsg.): Proc 2nd Intern. Conf. Quant Genetics, Raleigh, NC, USA 1987. S. 462–477.
- F. W. Schnell, C. C. Cockerham: Multiplicative vs. arbitrary gene action in heterosis. In: Genetics. 131, 1992, S. 461–469.
- Über Zuchtplanung und die Entscheidungsspielräume des Pflanzenzüchters. In: Vortr Pflanzenzüchtg. 33, 1996, S. 227–244.
- Nostalgie mit Negationen: das delikate Verhältnis von Heterosis und Hybridzüchtung. In: Bericht über die 48. Arbeitstagung der Arbeitsgemeinschaft der *Saatzuchtleiter 1997. BAL Gumpenstein, Österreich, S. 1–5.

## Referenzen
- Melchinger AE (1998) Prof. Dr. Dr. h. c. F. Wolfgang Schnell, dem Nestor der Hohenheimer Pflanzenzüchtung zum 85. Geburtstag. In: Reden von, für und über Pflanzenzüchtung. pp27-31. Schriftenreihe des Bundesverbandes Deutscher Pflanzenzüchter e.V.,  Bonn.
- Röbbelen G (Hrsg., 2009) Schnell, Friedrich, Wilhelm, Wolfgang. In: Bibliographisches Lexikon zur Geschichte der Pflanzenzüchtung. Vortr Pflanzenzüchtg 80:801-802, Göttingen, ISSN 0723-7812.